# 短丽罗螺
短丽罗螺（学名：Liloa mongii），又名白丝长葡萄螺，为長葡萄螺科丽罗螺属的动物。分布于红海、苏伊士、中太平洋、日本、夏威夷以及中国大陆的海南等地，属于暖水性种类。其一般生活于潮间带低潮线珊瑚礁底。